# 長崎市立北大浦小学校
長崎市立北大浦小学校（ながさきしりつ きたおおうらしょうがっこう, Nagasaki City Kitaoura Elementary School）は、かつて長崎県長崎市東山町にあった公立小学校。2007年（平成19年）に、統廃合で閉校した。
南大浦小学校・浪平小学校との3校統合のうえ、同年4月に長崎市立大浦小学校が新設された。
電車通りをはさみ、長崎市立大浦小学校（旧・南大浦小学校の校地に建つ）の反対側の丘に建っていた。

## 概要
校章
桜の花を背景に、校名の「北」を中央に配している。
校歌
2番まであり、1番に校名の「北大浦」が登場する。また長崎の古い呼び名である「たまの浦（玉の浦、瓊の浦）」や学校の近くを流れる「大浦川」が歌詞に登場する。

## 沿革
- 1875年（明治8年）5月30日 - 西彼杵郡戸町村大浦に「大浦小学校」が創立。民家を借りて授業を行う。
- 1890年（明治23年）5月 - 現在地に校舎を新築し、30日に開校式を挙行。
- 1892年（明治25年）5月 - 高等科を併設し、「大浦尋常高等小学校」と改称。
- 1899年（明治32年）4月 - 高等科を廃止し、「大浦尋常小学校」と改称。
- 1904年（明治37年）4月 - 大浦実業補習学校を付設。
- 1908年（明治41年）4月 - 「北大浦尋常小学校」と改称。
- 1911年（明治43年）3月31日 - 浪平尋常高等小学校（後の長崎市立浪平小学校）より高等科が移管され、北大浦尋常小学校近くの元町に大浦高等小学校が開校。
- 1912年（明治44年）4月 - 大浦高等小学校が廃止され、上大浦尋常小学校が設置される。
- 1927年（昭和2年）3月 - コンクリート造3階建て校舎が完成。校歌を制定。
- 1929年（昭和4年）4月1日 - 上大浦尋常小学校に上大浦女子専修学校が併設。（商業・裁縫・家事を教授。）
- 1941年（昭和16年）4月1日 - 国民学校令に伴い、北大浦尋常小学校は「長崎市北大浦国民学校」に、上大浦尋常小学校は長崎市上大浦国民学校に改称。
- 1943年（昭和18年）4月1日 - 北大浦女子青年学校を併設。上大浦国民学校の廃校により、在籍児童が北大浦国民学校に編入。
- 1943年（昭和19年）3月31日 - 併設女子青年学校を廃止。
- 1947年（昭和22年）4月 - 学制改革に伴い、「長崎市立北大浦小学校」（最終名）と改称。
- 1956年（昭和31年）2月 - 児童数増加に伴い、4階部分を増築。
- 1961年（昭和36年）2月 - 上大浦国民学校跡地に上部運動場を整備。
- 1967年（昭和42年）3月 - 体育館が完成。
- 1974年（昭和49年）7月 - 上部運動場にプールが完成。
- 1976年（昭和51年）5月 - 創立100周年記念式を挙行。
- 1978年（昭和53年）5月15日 - 情緒障害児学級開級式を挙行。
- 1989年（平成元年）4月11日 - 長崎市立市民病院内病弱特殊学級「つくし学級」開設開級式を挙行。
- 1991年（平成3年）4月1日 - 長崎原爆病院内に病弱特殊学級「つくし学級」を設置。
- 1994年（平成6年）11月20日 - 創立120周年記念式典を挙行。
- 2001年（平成13年）9月12日 - 長崎市情報教育充実施策により、パソコンを設置。
- 2003年（平成15年）6月 - 南大浦小学校・浪平小学校との統合が決定する。
- 2007年（平成19年）
  - 2月20日 - 閉校記念式典を挙行。
  - 3月31日 - 閉校。132年の歴史に幕を閉じる。
  - 閉校後、旧南大浦小学校校舎に長崎市立大浦小学校の新校舎が完成するまでの間、旧北大浦小学校校舎が仮校舎として使用された。

## アクセス
最寄りの電停
- 長崎電気軌道 石橋電停下車後、上り坂を徒歩10 - 15分。
  - 長崎駅方面から1番正覚寺下（現・崇福寺）行きの路面電車に乗車し、築町（現・新地中華街電停）で下車後、反対側のホームから5番石橋行きの電車に乗車し、終点で下車。

最寄りのバス停
- 長崎バス 石橋バス停、上田町バス停で下車後、上り坂を徒歩10 - 15分。
  - 長崎駅方面から、60番田上（たがみ）行きのバス[1]に乗車。

## 周辺
- 大浦郵便局
- 海星中学校・高等学校
- 活水女子大学
- 孔子廟

## 跡地
跡地の一角には2024年（令和6年）4月に長崎市社会福祉事業協会の「オランダ坂児童クラブ館」（3階建て）が建設された。

## 関連事項
- 長崎県小学校の廃校一覧